# Sărituri în apă la Jocurile Olimpice de vară din 2020 - 3 metri trambulină sincron (masculin)
Proba masculină de sărituri în apă - 3 metri trambulină sincron de la Jocurile Olimpice de vară din 2020 de la Tokyo a avut loc în 28 iulie 2021, la Tokyo Aquatics Centre.

## Program
Orele sunt ora Japoniei (UTC+9) 
| Data                    | Timp  | Etapă  |
| ----------------------- | ----- | ------ |
| Miercuri, 28 iulie 2021 | 15:00 | Finala |

## Rezultate
| Loc | Săritori                          | Țară                       | Finală     | Finală     | Finală     | Finală     | Finală     | Finală     | Finală |
| Loc | Săritori                          | Țară                       | Săritura 1 | Săritura 2 | Săritura 3 | Săritura 4 | Săritura 5 | Săritura 6 | Puncte |
| --- | --------------------------------- | -------------------------- | ---------- | ---------- | ---------- | ---------- | ---------- | ---------- | ------ |
| 1   | Wang Zongyuan Xie Siyi            | China                      | 55,80      | 57,60      | 86,70      | 90,78      | 77,76      | 99,18      | 467,82 |
| 2   | Andrew Capobianco Michael Hixon   | Statele Unite ale Americii | 49,20      | 49,80      | 83,64      | 86,10      | 86,70      | 88,92      | 444,36 |
| 3   | Patrick Hausding Lars Rüdiger     | Germania                   | 50,40      | 51,60      | 75,48      | 70,35      | 71,40      | 85,50      | 404,73 |
| 4   | Yahel Castillo Juan Celaya        | Mexic                      | 48,60      | 49,80      | 78,54      | 79,56      | 77,52      | 66,12      | 400,14 |
| 5   | Sho Sakai Ken Terauchi            | Japonia                    | 51,60      | 51,60      | 74,70      | 69,30      | 71,40      | 75,33      | 393,93 |
| 6   | Lorenzo Marsaglia Giovanni Tocci  | Italia                     | 49,20      | 49,20      | 73,47      | 80,58      | 67,26      | 68,34      | 388,05 |
| 7   | Jack Laugher Daniel Goodfellow    | Marea Britanie             | 47,40      | 51,00      | 63,24      | 67,20      | 62,70      | 91,26      | 382,80 |
| 8   | Evgeny Kuznetsov Nikita Shleikher | COR                        | 51,00      | 51,60      | 74,46      | 82,62      | 71,40      | 0,00       | 331,08 |